# Centroberyx gerrardi
Centroberyx gerrardi is een straalvinnige vissensoort uit de familie van slijmkopvissen (Berycidae). De wetenschappelijke naam van de soort is voor het eerst geldig gepubliceerd in 1887 door Günther.